# Profil bas
Pour plus de détails, voir Fiche technique et Distribution.
Profil bas est un film policier français de Claude Zidi, sorti en 1993.

## Synopsis
Jeune flic, l'inspecteur Julien Segal hait et méprise son métier. Il se retrouve au cœur d'une machination orchestrée par son supérieur hiérarchique, le commissaire Carré, en cheville avec un truand du nom de Roche.

## Fiche technique
- Réalisation : Claude Zidi
- Scénario : Claude Zidi, Didier Kaminka et Simon Michaël
- Musique : Gabriel Yared
- Photographie : François Catonné
- Montage : Nicole Saunier
- Décors : Françoise Deleu
- Scripte : Lili Gion
- Réglage des cascades : Jean-Louis Airola
- Genre : policier
- Date de sortie : 8 décembre 1993
- Pays de production :  France
- Durée : 106 minutes environ

## Distribution
- Patrick Bruel : l'inspecteur Julien Segal
- Sandra Speichert : Claire
- Didier Bezace : le commissaire Carré
- Jean Yanne : Plana
- Jacques Rosny : Malard
- Jean-Louis Tribes : Roche
- Jean-Pierre Castaldi : Smile
- Arnaud Giovaninetti : Ludo
- Michel Crémadès : le jeune drogué
- Antoine Duléry : Franck
- Laurent Gendron : Manu
- Xavier Thiam : la puce
- Mathias Jung : Fred
- Tony Librizzi : Lévêque
- Olivier Marchal : l'inspecteur Petrini
- Ludovic Paris : un inspecteur
- Edgar Givry : le chirurgien
- Rémy Henry : le patron du bowling
- Louise Boisvert : la cliente au marché
- Éric Averlant : Gras double
- Paul Bisciglia : le patron du bistrot
- Jane Val : la foraine
- Marie Zidi : la chanteuse de karaoké
- Gilette Barbier : la vieille dame
- Jean-Louis Caillat : le premier convoyeur
- Christian Gion : le directeur de l'hôtel
- Didier Kaminka : le présentateur de la boîte de nuit